# Diseño arquitectónico

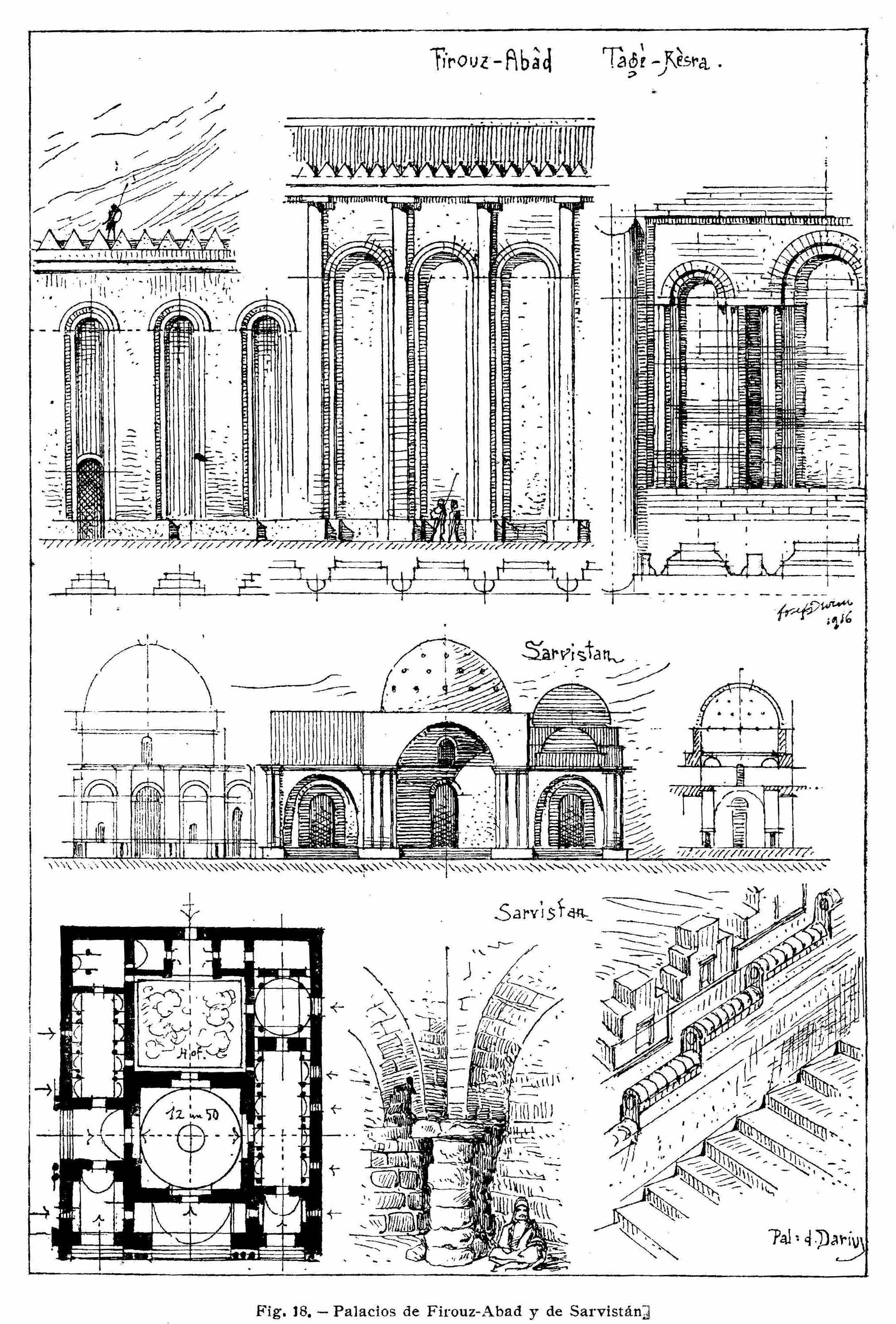
Planos de iglesia con alzados, secciones, planta (en la esquina inferior izquierda), detalles y perspectivas.

En la actualidad, el diseño arquitectónico debe satisfacer las necesidades de espacios habitables para el ser humano, tanto en lo estético como en lo tecnológico. Entendiendo al diseño como proceso creativo encausado hacia una meta determinada, existen ciertas bases que apoyen su desarrollo y su creatividad. Estas bases no han sido formuladas a modo de reglamento a seguirse al pie de la letra, pues se rigen por la creatividad.
Para atribuirle a un diseño ciertas características, es necesario el manejo de un lenguaje basado en conceptos, más que en definiciones. Una obra diseñada puede tener uno o varios atributos interactuando entre ellos para alcanzar un objetivo.
El diseño arquitectónico tiene como cometido, satisfacer las demandas por espacios habitables, tanto en lo estético, como en lo tecnológico. Presenta soluciones técnicas, constructivas, para los proyectos de arquitectura. Entre los elementos a tener en cuenta para el diseño arquitectónico, están la creatividad, la organización, el entorno físico, la construcción, etc.

## Conceptos generales

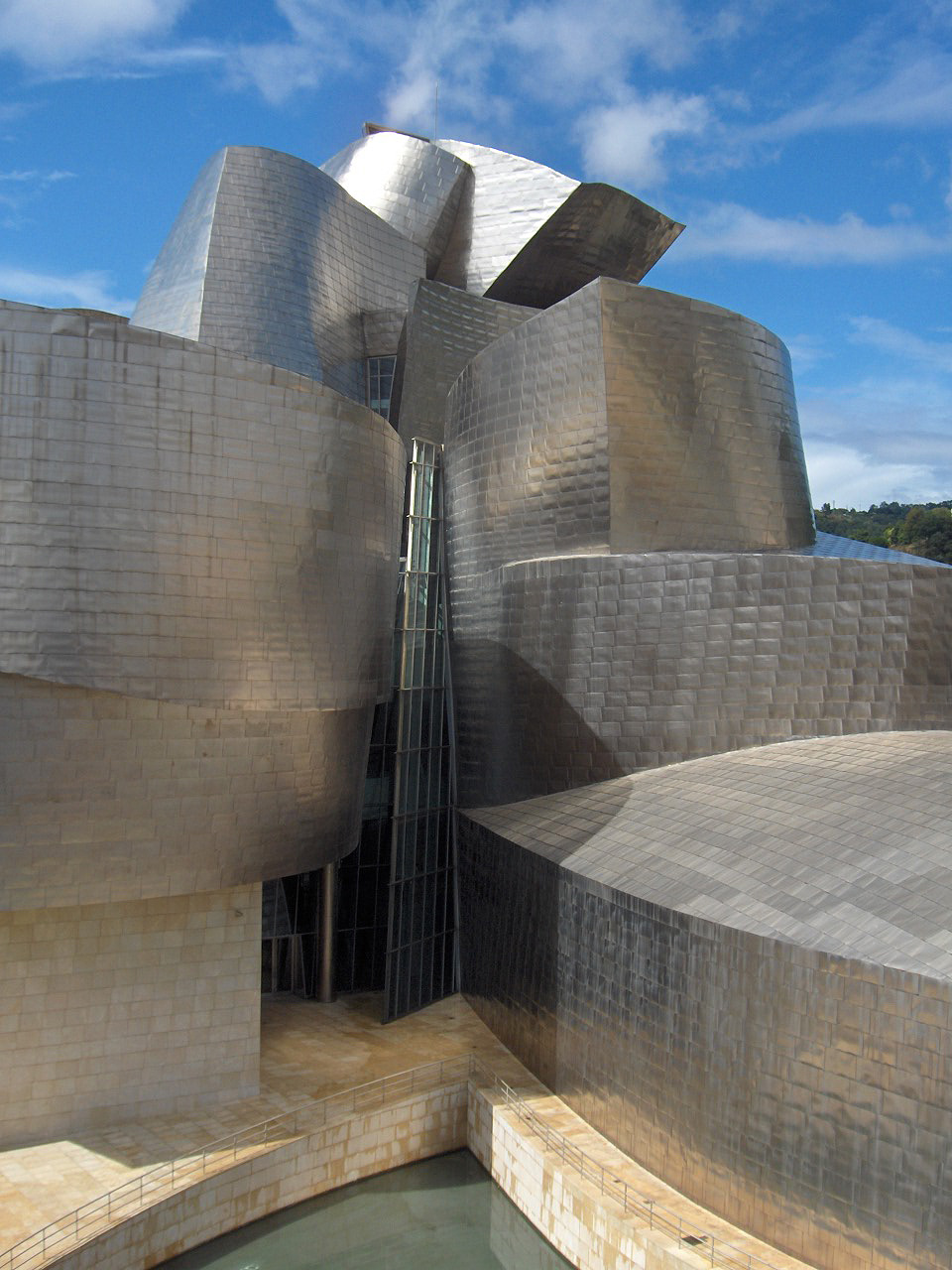
El diseño arquitectónico le otorga el aspecto artístico a la arquitectura.

### Conceptos de diseño-personalización
Algunos de los conceptos de diseño que han servido de base para la elaboración de un proyecto son los siguientes:

#### Analogía con la naturaleza
Estudia las formas orgánicas de animales, vegetales o minerales, para interpretarlas y expresarlas en un diseño.

#### Analogía con otros proyectos
A partir de prototipos arquitectónicos, evoluciona el diseño de los mismos con aportación, incluso de un tipo de edificio diferente.

#### Metáforas formales
Relaciona su diseño formalmente con objetos conocidos, sin copiarlos de manera idéntica.

#### Metáfora de alguna idea
El diseñador expresa en tres dimensiones alguna idea intangible como la tranquilidad, el silencio, la pasión.

#### Explotación formal
Predomina el lenguaje formal, regular o irregular, pudiéndose emplear el módulo. Entra en acción el juego perceptivo, luz y sombra.

#### Inspiraciones vernáculas
Tienen como bases la arquitectura hecha por sus habitantes.

#### Implicaciones históricas
Mediante los elementos históricos bien identificados, el diseño aporta una derivación de su base de inspiración o un lenguaje nuevo.

#### Relevancia y aportación en el sistema constructivo
La técnica constructiva cobra relevancia en el uso, explotación, combinación y creación de sistemas constructivos, instalaciones, entre otros.

#### Inspiraciones religiosas, mitológicas
Expresa de forma material, conceptos espirituales basado en creencias comunes con interpretación personal o en ideas individuales.

#### Adaptación contextual
Tiene como base de inspiración el entorno físico que lo rodea, natural y artificial.

#### Expresión político-social-económico
Intenta representar o dar la imagen del momento histórico que vive su sociedad.

## Principios de composición

### Unidad
Una creación tendrá unidad si todas sus partes se presentan como un todo. En algunas ramas artísticas se le compara con la armonía.
La unidad se logra uniendo las partes en un todo organizado.

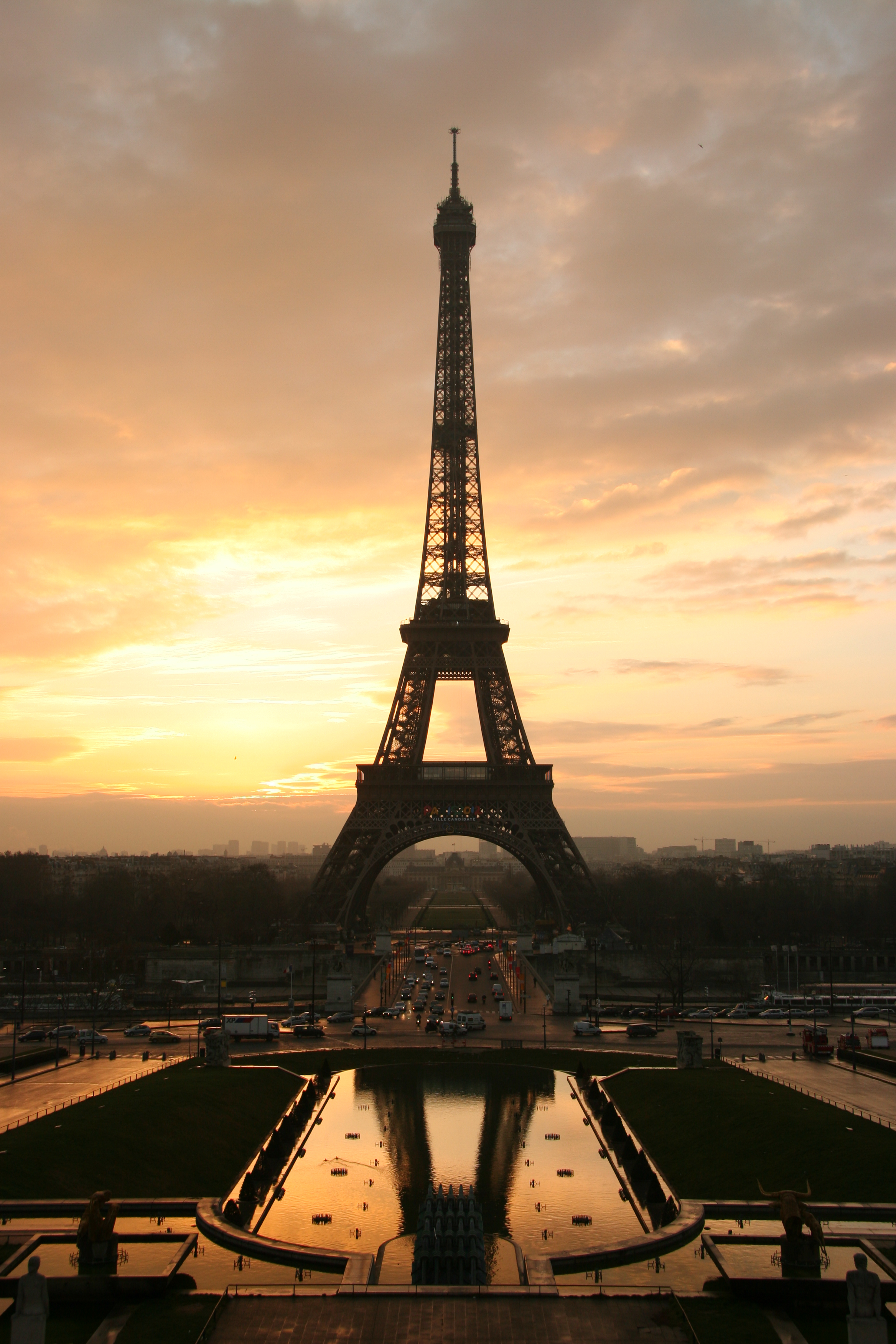
La Torre Eiffel excelente ejemplo de unidad, movimiento y direccionalidad.

### Repetición
Para lograr una repetición, es necesario determinar primero un elemento, el cual aparecerá más de una vez. Cada elemento presenta forma idéntica a los demás. Son formas idénticas o similares que aparecen más de una vez en un diseño. La presencia de módulos tiende a unificar el diseño. Los módulos pueden ser descubiertos fácilmente y deben de ser simples o si no se perdería el efecto de repetición.

### Ritmo
El ritmo consiste en más de una repetición presentada en forma sucesiva. Para que exista un ritmo deberán existir por lo menos dos elementos distintos que interactúen formando una secuencia.
Ciertamente el ritmo en las artes plásticas está determinado por un movimiento creado por el artista mediante la combinación de líneas, color y valor. En la escultura y la arquitectura, el ritmo está dado por el uso del espacio y el volumen, esta cualidad ha evolucionado en dichas manifestaciones artísticas. Antes eran rígidas, planas y daban la sensación de pesadez, en la actualidad tanto los materiales como la técnica, permiten ver en las obras armonía y movimiento. Existe una variedad de ritmos, estos son la repetición, alternatividad, simetría y radiación.

### Movimiento
La palabra movimiento nos sugiere algo dinámico, sin embargo, también se aprecia el movimiento en objetos estáticos, como una pintura, una escultura o un edificio, sin que estos se desplacen dentro de un espacio. Para simular movimiento en un objeto estático se puede emplear la diferencia gradual (ya sea en tamaño, color, forma, etc.), por la posición de sus elementos, etc.

### Direccionalidad
Es un movimiento encausado o dirigido hacia un punto de interés deseado.

### Modulación
Se obtiene cuando el diseño se efectúa bajo una repetición de elementos iguales o ritmos combinados obteniendo como resultado una red o trama, ya sea triangular, circular, combinada, etc.

### Contraste
El contraste es una diferencia marcada en apreciación. El ejemplo más claro de contraste se expresa con los adjetivos antónimos, aplicados a un diseño, como grande-pequeño, liso-rugoso, claro-oscuro. Se pueden lograr contrastes de figuras o cuerpos, por medio del color y la textura, el tamaño, por la posición, y muchos más.

### Equilíbrio
La palabra equilíbrio sugiere partes iguales, un balance entre varias cosas, en el diseño, el equilibrio no siempre se logra de una manera exacta, matemática, sino que es más bien apreciativa. Intervienen a veces ejes de composición para juzgar una parte con otra.
Los elementos deben relacionarse entre sí y ubicarse en el plano de acuerdo a los pesos que representan.

### Orden
Significa relacionar los elementos unos con otros mediante principios establecidos. Las reglas que fijen dicho orden pueden ser por figura, tamaño, color, textura, etc. Pueden entrar en juego algunos de los principios anteriores.